# Municipio de Glengary
El municipio de Glengary (en inglés: Glengary Township) es un municipio ubicado en el condado de Fillmore en el estado estadounidense de Nebraska. En el año 2010 tenía una población de 384 habitantes y una densidad poblacional de 4,11 personas por km².

## Geografía
El municipio de Glengary se encuentra ubicado en las coordenadas 40°29′9″N 97°26′5″O / 40.48583, -97.43472. Según la Oficina del Censo de los Estados Unidos, el municipio tiene una superficie total de 93.45 km², de la cual 93,43 km² corresponden a tierra firme y (0,02 %) 0,02 km² es agua.

## Demografía
Según el censo de 2010, había 384 personas residiendo en el municipio de Glengary. La densidad de población era de 4,11 hab./km². De los 384 habitantes, el municipio de Glengary estaba compuesto por el 97,66 % blancos, el 0,26 % eran amerindios, el 0,26 % eran asiáticos, el 0,52 % eran de otras razas y el 1,3 % eran de una mezcla de razas. Del total de la población el 0,78 % eran hispanos o latinos de cualquier raza.